# Mossi (peuple)
Pour les articles homonymes, voir Mossi.
Les Mossis ou moose au pluriel et moaga au singulier, sont un peuple d'Afrique de l'Ouest établi au centre du Burkina Faso et nord du Ghana, du Togo, du Bénin et de la Côte d'Ivoire. Au Burkina Faso dans les villages des bassins des rivières Nazinon et Nakambé.
Les Mossis sont l'ethnie majoritaire du Burkina Faso, constituant plus de 52 % de la population, soient plus ou moins de 9 à 10 millions de personnes. Le reste de la population est composé de plus d'une soixantaine d'ethnies, principalement les Dioula, Gourounsis, les Sénoufos, les Lobis, les Bobos, les Samo, et les Peuls. Les Mossis parlent le mooré.

## Ethnonymie
Selon les sources et le contexte, on observe de multiples variantes : Moaaga, Moaga, Moossi, Mossi, Mooré, Moré, Moosse, Mosse.
La dénomination Mossi a été imposée et utilisée depuis la période coloniale, mais l'ethnonyme exact utilisé par la population est Moaga au singulier et Mosse au pluriel.

## Langue
Leur langue est le mooré, une langue gour dont le nombre total de locuteurs a été estimé à plus de 17 millions, principalement au Burkina Faso où le mooré a le statut de langue nationale, mais aussi dans les pays limitrophes tels que le Ghana, le Mali, le Bénin et le Togo, en Cote d'ivoire et également au Sénégal.

## Histoire

### Origines
L'histoire des sociétés et des royaumes Mossi est connue par de nombreuses études sur les traditions orales (Leo Frobenius, Michel Izard, Junzo Kawada). La chronologie des formations sociales et politiques Mossis est donc le produit de recoupement de récits et de chroniques dynastiques. La mythologie et l'histoire permettent d'avancer une origine ghanéenne. Mythologiquement les mossis sont les descendants de la princesse Yennenga et de Rialé, de leur union naît un garçon prénommé Ouédraogo (mot signifiant « cheval mâle » ou « étalon ») en l'honneur du destrier blanc qui conduisit la princesse au jeune chasseur. Ouedraogo est l'ancêtre des mossis.

### Royaumes

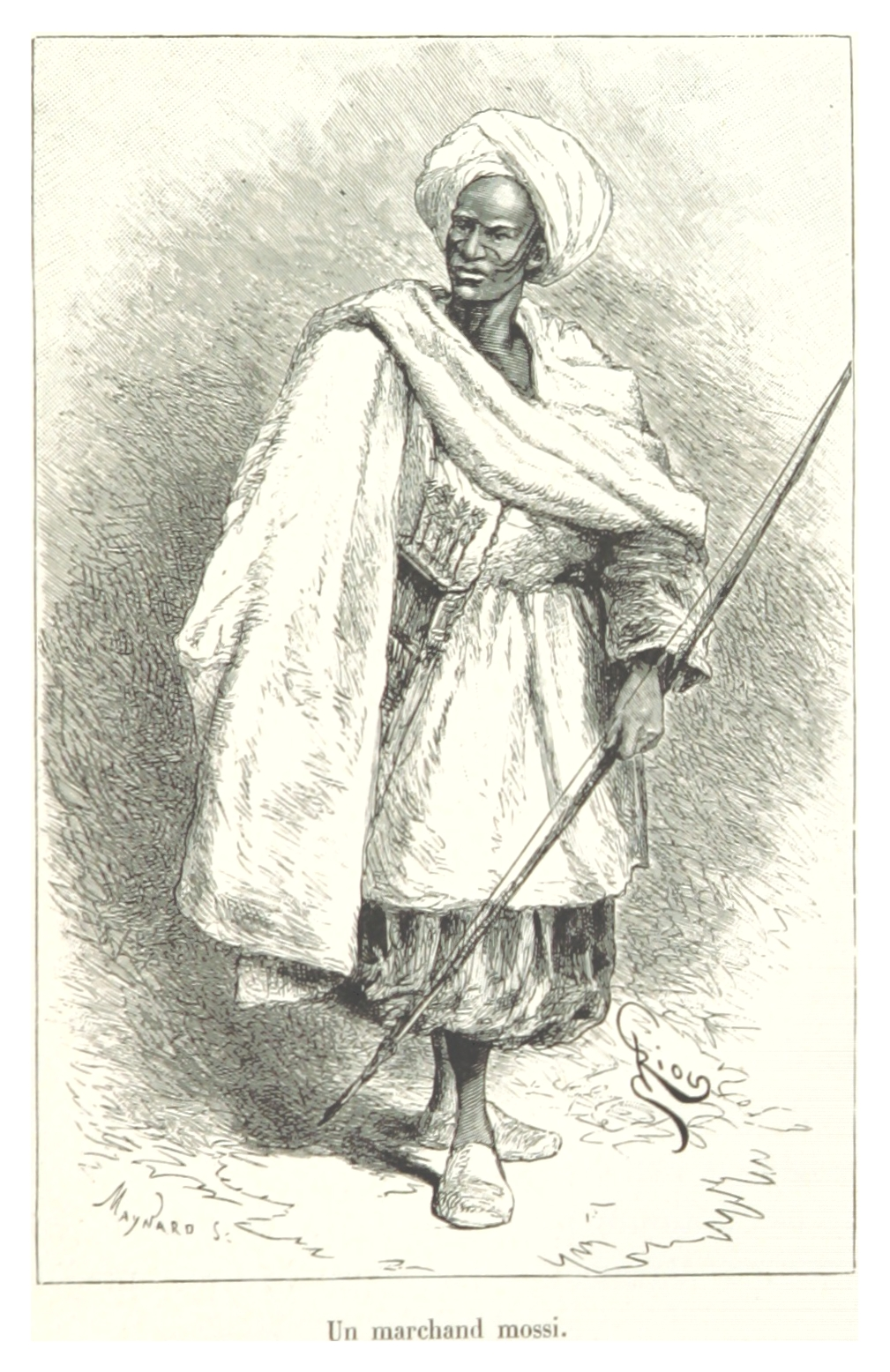
Marchand mossi, XIXe siècle.

Les Mossis constituèrent au XVe siècle et plus certainement au XVIe siècle, des royaumes dont les deux principaux étaient ceux du Yatenga, dont la capitale était Ouahigouya, et du Ouagadougou. Ces royaumes dominèrent l'intérieur de la boucle du Niger et leur histoire se fonde sur les relations qu'ils entretenaient, à diverses périodes, avec l'Empire du Ghana, l'Empire du Mali, l'Empire songhaï, le Royaume bambara de Ségou et l'Empire peul du Maasina.

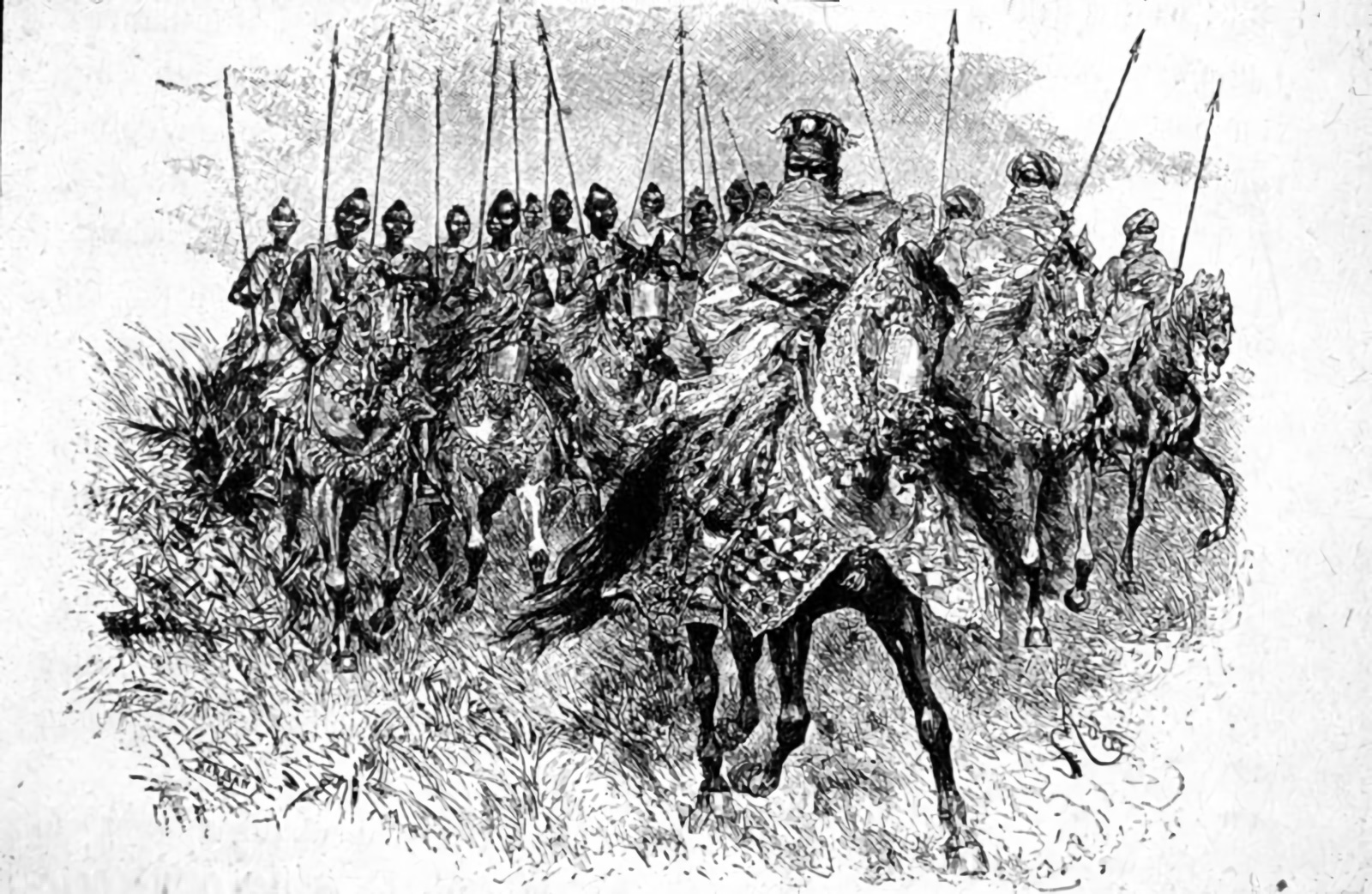
Cavaliers Mossis (gravure de 1890).

### Période coloniale française (1897-1960)
La conquête coloniale française du pays Mossi a été réalisée par Paul Voulet en 1897.
Si les Mossi sont restés longtemps réfractaires à la religion musulmane, longtemps représentée dans les cours royales et les grandes chefferies par la catégorie des commerçants dits Yarcé (terme équivalent au terme Dioula pour désigner les commerçants Mandingues), ils se sont massivement convertis à l'islam durant la période coloniale française. Durant cette même période coloniale, les Mossis ont fourni une main d'œuvre importante aux grands travaux d'aménagement routiers et au développement des plantations au Mali, en Côte d'Ivoire et au Ghana. Si, de nos jours, une forte communauté Mossi réside en Côte d'Ivoire, depuis la crise ivoirienne qui a commencé en 2001, beaucoup d'entre eux sont revenus s'installer au Burkina Faso.

## Aujourd'hui

### Culture

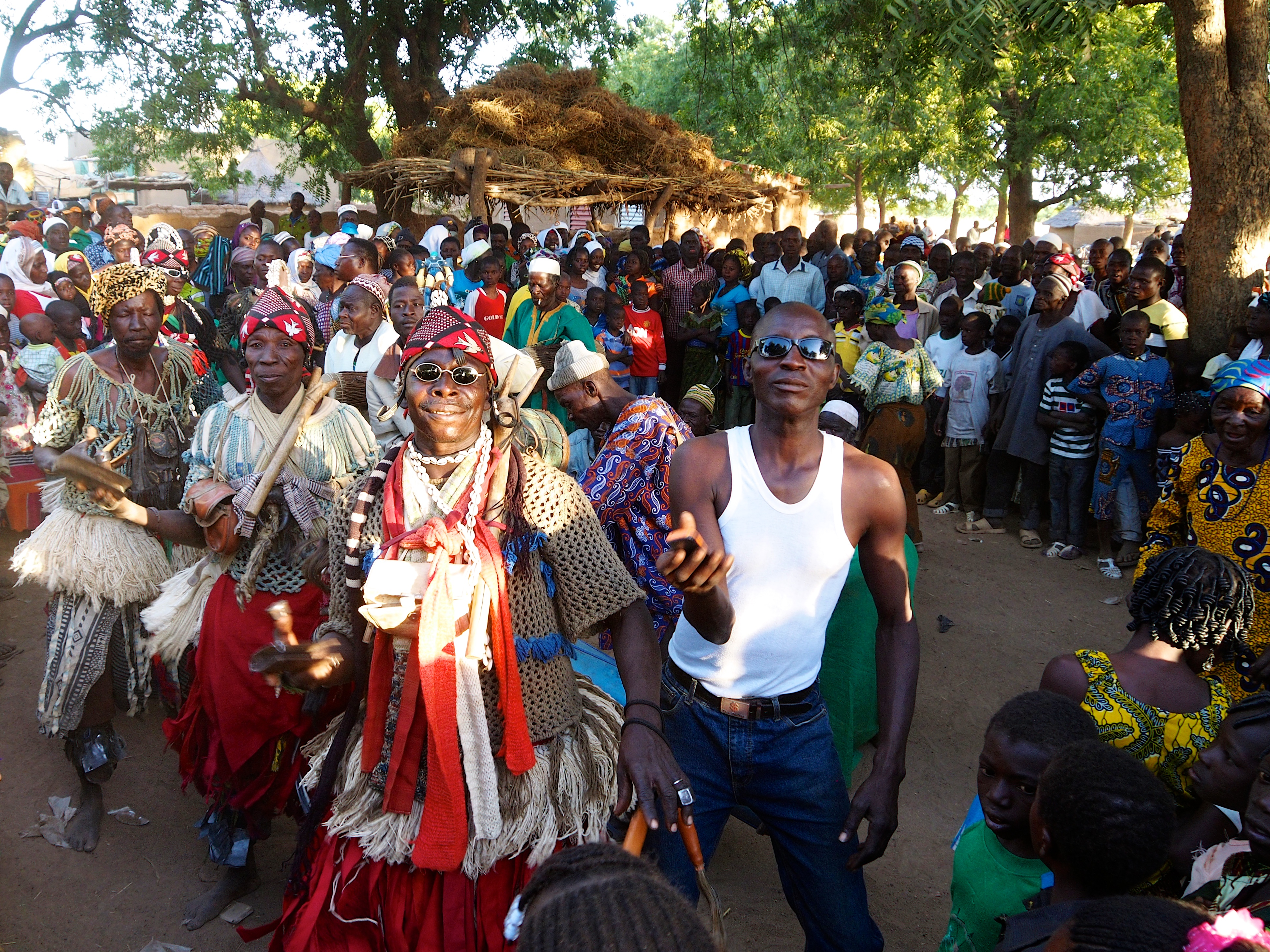
La troupe de danse de Andemtenga lors de la cérémonie Nakoobo du Naaba Zomb Wobgo à Andemtenga, province Kouritenga, Burkina Faso.

Les anciens rois Mossi sont enterrés à Gourcy (à 40 km de Ouahigouya). Aujourd'hui encore, lorsqu'un roi Mossi est couronné, il doit le faire à Gourcy.

### Société et politique
Le souverain du royaume Mossi de Ouagadougou est le Moogho Naaba, qui réside toujours dans son palais de Ouagadougou, Panghin (« La place du pouvoir »), et bénéficie d'une certaine reconnaissance officielle par l'État moderne du Burkina Faso. La cérémonie publique hebdomadaire du Mooghnaabyiusgu (dite « faux-départ » du roi de Ouagadougou) témoigne de la valeur patrimoniale de cette royauté dans le contexte burkinabé contemporain. Dans les villages, la structure politique traditionnelle Mossi est encore très présente. Dans la vie quotidienne, les chefs traditionnels (les Naaba) jouent un rôle important d'administration et de justice au sein de leurs communautés.

### Littérature orale
- Doris Bonnet (et Moussa Ouedraogo, Désiré Bonogo), Proverbes et contes mossi, Paris, Conseil International de la Langue Française, 1982, 150 p.
- Alain Sissao, Contes du pays des Moose, Karthala, 2002, 192 p.

### Études
- Michel Benoît, Oiseaux de mil : les Mossi du Bwamu (Haute-Volta), ORSTOM, 1982, 116 p. (ISBN 9782709906265)
- Benoit Beucher, Manger le pouvoir au Burkina Faso. La noblesse mossi à l'épreuve de l'Histoire, Karthala, 2017, 348 p.  (ISBN 978-2-8111-1693-4)
- Louis-Gustave Binger, Du Niger au golfe de Guinée par le pays de Kong et le Mossi, 1887-1889, Hachette, Paris, 1892 [lire en ligne]
- Doris Bonnet, Le proverbe chez les Mossi du Yatenga, Haute-Volta, Peeters Publishers, 1982, 192 p.  (ISBN 9782852971387)
- A. A. Dim Delobsom, L'empire du mogho-naba: coutumes des Mossi de la Haute-Volta, Les éditions Domat-Montchrestien, 1932, 303 p.
- Pierre Ilboudo, Croyances et pratiques religieuses traditionnelles des Mossi, Stuttgart, Franz Steiner, 1990, 156 p.  (ISBN 9783515056977)
- Michel Izard, « Bibliographie générale des Mossi », Études voltaïques, nouvelle série, n° 3, 1962, p. 103-111
- Junzō Kawada, Genèse et dynamique de la royauté : les Mosi méridionaux, Burkina Faso, L'Harmattan, 2002, 396 p.  (ISBN 9782747535625)
- Jean-Paul Lahuec et Jean-Yves Marchal, La mobilité du peuplement bissa et mossi, ORSTOM, 1979, 149 p.
- Lucien Marc, Le pays Mossi, É. Larose, 1909, 187 p., lire en ligne.
- Robert Pageard, Le droit privé des Mossi : traditions et évolution, CNRS, 1969, 488 p.
- Elliot Percival Skinner, Les Mossi de la Haute-Volta, Nouveaux Horizons, 1972, 452 p. [1ère édition, The Mossi of Upper Volta, Stanford University Press, 1964]
- Yamba Tiendrebéogo et Robert Pageard, Histoire et coutumes royales des Mossi de Ouagadougou, Larhallé Naba, 1964, 208 p.
- Bernard Zongo, Parlons Mooré, L'Harmattan, 2004, 216 p.  (ISBN 2747568024)

### Discographie
- Burkina Faso : Bisa, Gan, Lobi, Mossi (enregistrements réunis et commentés par Charles Duvelle), Universal Division Mercury, Collection Prophet, vol. 9, 1999, 1 CD (47 min 13 s) + 1 brochure (15 p.)
- Mossi du Burkina Faso : musiques de cour et de village (enregistrements réunis et commentés par Charles Duvelle), Universal Division Mercury, Collection Prophet, vol. 27, 2002, 1 CD (56 min 7 s) + 1 brochure (15 p.)

### Filmographie
- Mossi, Burkina Faso, film documentaire de Gilbert Loreaux, IRD Audiovisuel, Bondy, 2007, 26 min
- Moro Naba, film documentaire de Jean Rouch, CNRS, 1957, 26 min